# José María Meliá Bernabéu
José María Meliá Bernabéu (Cabanyal, Valence, 1885 - Peníscola, 1974) est un astronome, un écrivain, un traducteur et un journaliste espagnol, également connu sous le pseudonyme de "Pygmalion".

## Biographie
Il a étudié la navigation. Il a établi une étroite amitié avec l'écrivain Vicente Blasco Ibáñez, dont il était le secrétaire en France pendant la Première Guerre mondiale. Sous le pseudonyme "Pygmalion", il a publié des traductions et des articles populaires sur l'astronomie dans la presse locale de Valence. C'était une plume régulière dans la presse de Valence au cours du XXe siècle (par exemple, le journal Levante, depuis 1946) et a collaboré en particulier avec Radio Valencia depuis le milieu des années trente avec des conférences à la radio sur divers sujets, en particulier l'astronomie, la météorologie et la culture générale, avec une prédilection spéciale pour les personnages féminins. Il a traduit et publié deux œuvres de Camille Flammarion: La muerte y su misterio (la mort et son mystère) (1921), qui a reçu un très bon accueil et a été édité une deuxième fois en 1923, et Las casas de duendes: al margen de la muerte y su misterio (Les Maisons hantées : en marge de « La mort et son mystère ») (1923). En 1960, il a reçu le Prix Ondas. En tant qu'auteur, il a composé trois livres: Blasco Ibáñez, novelista (Blasco Ibáñez, romancier), Conferencias (Conférences) et Una velada astronómica en Peníscola (Une soirée astronomique à Peñíscola). Il a également traduit une œuvre de l'écrivain italienne Mura, La traviesa camarera del amor (cuentos caprichosos y galantes) (Valence: Guerri, 1925). Il est mort à Peñíscola en 1974 et a fait don de sa bibliothèque de 9 000 titres à la Bibliothèque de cette ville.

## Source
- (es) Cet article est partiellement ou en totalité issu de l’article de Wikipédia en espagnol intitulé « José María Meliá Bernabéu » (voir la liste des auteurs).